# 1303

سنة 1303 كانت سنة بسيطة تبدأ يوم الثلاثاء (سوف يظهر الرابط التقويم الكامل للعام) حسب التقويم اليولياني.

## أحداث
- 20 أبريل - البابا بونيفاس الثامن يؤسس جامعة روما سابينزا.
- معركة ديمبوس بين العثمانيين والبيزنطيين

## مواليد
- بريجيت من السويد
- هوجو تاكاتوكي